# Tereza de Lisieux
Tereza de Lisieux, în franceză Thérèse de Lisieux, cunoscută și drept Tereza cea Mică, pentru a o deosebi de Tereza de Ávila, (născută Thérèse Françoise Marie Martin, 2 ianuarie 1873, Alençon - d. 30 septembrie 1897, Lisieux), a fost o călugăriță catolică. A trăit în mănăstirea carmelitană din Lisieux. Este venerată ca sfântă în Biserica Catolică sub numele de Sf. Tereza a Pruncului Isus și a Sfintei Fețe și recunoscută ca Doctor al Bisericii. Născută din doi părinți cu vocație monastică ratată/refuzată, întreaga ei familie a fost fericită.

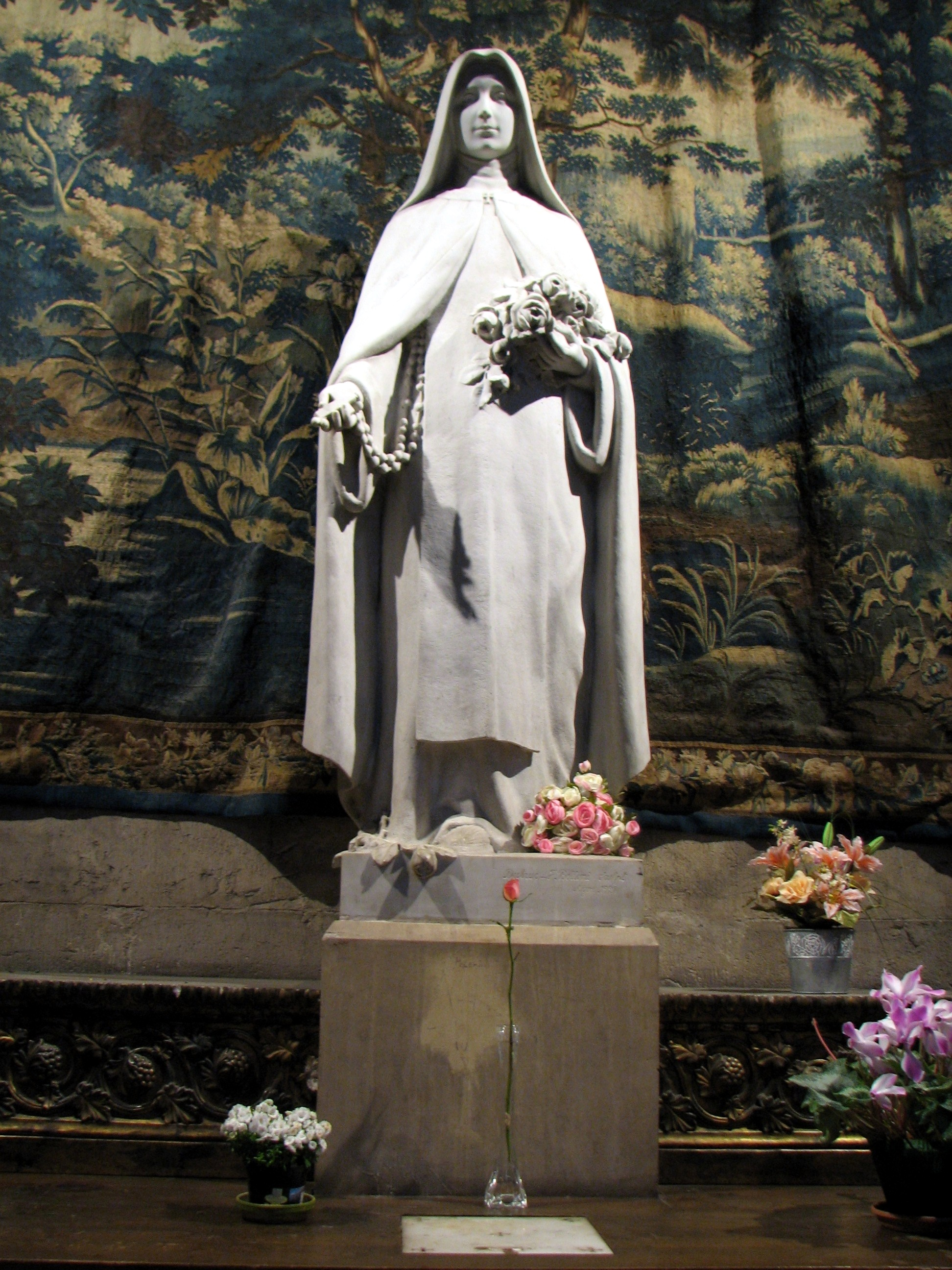
Statuia Terezei de Lisieux din Catedrala Saint-Jean de Lyon

## Biografie
Maria-Francesca-Tereza Martin s-a născut la data de 2 ianuarie 1873, la Alençon,  Franța. Tatăl ei, Luigi (Louis) Martin, avea un magazin de bijuterii și ceasuri. Mama, Zelia (Zélie) Guérin, era patroana unui mic atelier de dantelării.
Dintre cei nouă copii ai soților Martin, vor trăi doar cinci fete: Maria (Marie), Paulina (Pauline), Leonida (Léonie), Celina (Céline) și Tereza (Thérèse). Toate au primit vocația la viața consacrată: Maria, Paulina, Celina și Tereza au intrat la carmelite, iar Leonida în Ordinul Vizitării (ordin de surori fondat de sfântul Francisc de Sales și de sfânta Ioana de Chantal, în 1610).
Încă de mică, Tereza avea o sănătate fragilă. Din această cauză, dar și pentru că mama ei era bolnavă, a trebuit să fie dată la o doică, la țară. Se întoarce acasă în aprilie 1874.
Când Tereza avea doar patru ani, trece printr-o mare încercare: moartea mamei, la 28 august 1877. Sora ei mai mare, Paulina, devine ca a doua mamă. Câteva luni mai târziu, toată familia se mută la Lisieux. Aici ea cunoaște Carmelul.
Paulina intră în Ordinul carmelit la 2 octombrie 1882. După șase luni, Tereza se îmbolnăvește foarte grav. Era sărbătoarea Paștelui din anul 1883. Este vindecată în mod miraculos în ziua de Rusalii. Maria, o altă soră a Terezei, intră la rândul ei în Ordinul carmelit la 15 octombrie 1886.
Tereza era un copil vioi și foarte sensibil; era mezina, iubită de toți. În 1886, în noaptea de Crăciun, primește un har special: "În această noapte de lumină, Isus, dulcele pruncușor..., m-a făcut puternică și curajoasă; el m-a îmbrăcat cu armele sale și, din această noapte binecuvântată, nu am fost învinsă în nici o luptă, dimpotrivă, am început o cursă de uriaș, ca să spun așa".
Chemarea Carmelului răsună din ce în ce mai puternic în sufletul ei. Dar există un obstacol: este prea tânără. Profitând de un pelerinaj făcut la Roma, vorbește cu papa Leon al XIII-lea.
Când orice speranță părea deșartă, episcopul îi dă acordul, câteva zile după Crăciunul din 1887. Tereza intră în Carmel pe 9 aprilie 1888, la 15 ani și 3 luni. Aici ea va regăsi pe cele două surori, Paulina și Maria și va căuta să respecte cu multă scrupulozitate regula Ordinului Carmelit.
Tereza va suferi mult. Deși avea să treacă printr-o perioadă de mare ariditate sufletească, ea va depune totuși voturile pe 8 septembrie 1890.
Moartea tatălui (29 iulie 1894) îi rănește sufletul foarte tare. În schimb, primește o bucurie: Celina intră în Carmel la 14 septembrie 1894.
Cei nouă ani de viață carmelită au însemnat pentru Tereza suferință, copilărie spirituală, încredințată milei divine, o adevărată luptă pentru trăirea credinței, ore de dureroasă secetă interioară, viață în întregime dăruită iubirii, în inima Bisericii.
Mereu în suferință, dar mereu zâmbitoare - aceasta este definiția care i se potrivește. "Cerul meu este de a zâmbi acestui Dumnezeu pe care-l ador atunci când el se ascunde pentru a pune la încercare credința mea..."
A păstrat marea ei dorință de a fi misionară. Papa Pius al XI-lea a declarat-o patroana misiunilor, în 1927.
În noaptea din Vinerea Sfântă a anului 1896, au început să-i apară primele semne de tuberculoză, o boală incurabilă pe atunci. Intră în fericirea veșnică la 30 septembrie 1897, după o lungă perioadă de suferință, înconjurată fiind de surorile sale din Carmelul din Lisieux. Moare, spunând: "Dumnezeul meu, te iubesc!"
Trupul Terezei a fost depus în cimitirul din Lisieux, unde a rămas până în 1923, când a fost beatificată.
În toamna anului 1898 apare Istoria unui suflet (manuscrisele Terezei, redactate la cererea superioarei sale din Carmel). Primul tiraj de 2.000 de exemplare a avut un succes extraordinar. Până astăzi reeditările au atins ordinul milioanelor. Cartea acum este tradusă în 60 de limbi. Este "oglinda" copilăriei spirituale, care a condus-o pe Tereza la sfințenie în numai 24 de ani.
Procesul canonic pentru beatificare a început în 1910. A fost declarată fericită de către papa Pius al XI-lea, la 29 aprilie 1923, și sfântă la 17 mai 1925. Papa Ioan Paul al II-lea a proclamat-o doctor al Bisericii la 19 octombrie 1997.
Mesajul principal al Terezei de Lisieux este mesajul esențial al evangheliei: "Această tânără a amintit lumii întregi că Dumnezeu este Tatăl nostru, Tatăl revelat prin Isus Cristos" (Ioan Paul al II-lea, 2 iunie 1980).